# Comuna Părău, Brașov
Părău (în germană: Mikesdof, Berau, în maghiară: Páró) este o comună în județul Brașov, Transilvania, România, formată din satele Grid, Părău (reședința), Veneția de Jos și Veneția de Sus.

## Demografie
Componența etnică a comunei Părău
     Români (93,02%)
     Alte etnii (0,24%)
     Necunoscută (6,74%)
Componența confesională a comunei Părău
     Ortodocși (91,25%)
     Alte religii (1,82%)
     Necunoscută (6,93%)
Conform recensământului efectuat în 2021, populația comunei Părău se ridică la 2.091 de locuitori, în creștere față de recensământul anterior din 2011, când fuseseră înregistrați 1.874 de locuitori. Majoritatea locuitorilor sunt români (93,02%), iar pentru 6,74% nu se cunoaște apartenența etnică. Din punct de vedere confesional, majoritatea locuitorilor sunt ortodocși (91,25%), iar pentru 6,93% nu se cunoaște apartenența confesională.

## Politică și administrație
Comuna Părău este administrată de un primar și un consiliu local compus din 11 consilieri. Primarul, Ovidiu-Alexandru Ovesea[*], de la Partidul Național Liberal, este în funcție din octombrie 2020. Începând cu alegerile locale din 2024, consiliul local are următoarea componență pe partide politice:
|  | Partid                     | Consilieri | Componența Consiliului | Componența Consiliului | Componența Consiliului | Componența Consiliului | Componența Consiliului |
|  | -------------------------- | ---------- | ---------------------- | ---------------------- | ---------------------- | ---------------------- | ---------------------- |
|  | Partidul Național Liberal  | 5          |                        |                        |                        |                        |                        |
|  | Partidul Social Democrat   | 4          |                        |                        |                        |                        |                        |
|  | Uniunea Salvați România    | 1          |                        |                        |                        |                        |                        |
|  | Partidul Mișcarea Populară | 1          |                        |                        |                        |                        |                        |

## Primarii comunei
- 1996[7] - 2000 - Ticușan Ioan Nicolae, de la PUNR
- 2000[8] - 2004 - Ticușan Ioan Nicolae, de la APR
- 2004[9] - 2008 - Popeneciu Mihai Liviu, de la PSD
- 2008[10] - 2012 - Popeneciu Mihai Liviu, de la PDL
- 2012[11] - 2016 - Popeneciu Mihai Liviu, de la PDL
- 2016[12] - 2020 - Popeneciu Mihai Liviu, de la PNL
- 2020[13] - 2024 - Ovesdea Ovidiu-Alexandru, de la PMP

## Personalități născute aici
- Anton von Petz (1819 - 1885), viceamiral⁠(d) al Marinei Austro-Ungare;
- Iacob Popeneciu (1842 - 1912), jurist, filantrop;
- Emil Pușcariu (1859 - 1928), medic.

## Imagini

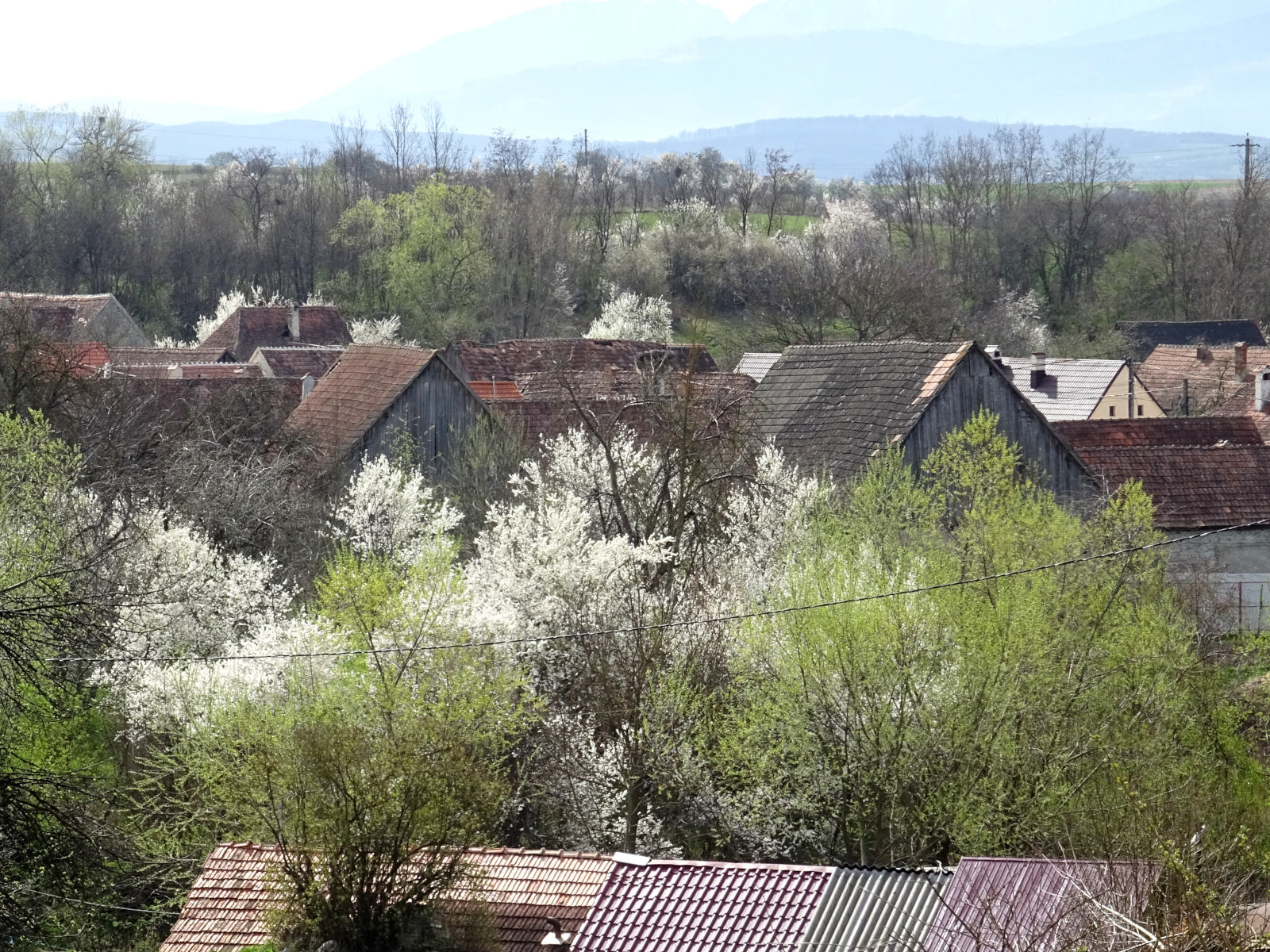
Părău
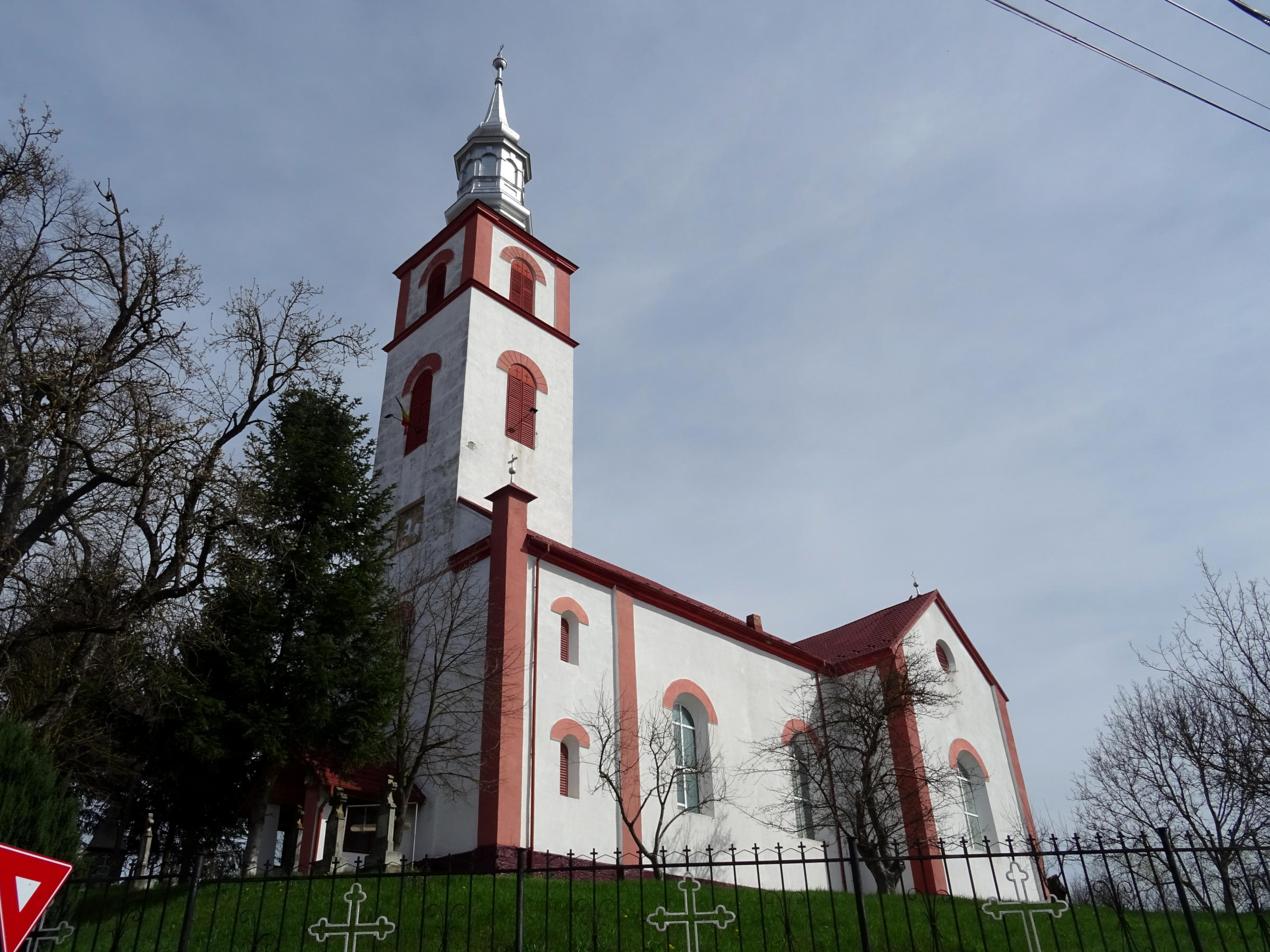
Biserica Sfântul Mare Mucenic Gheorghe din Părău
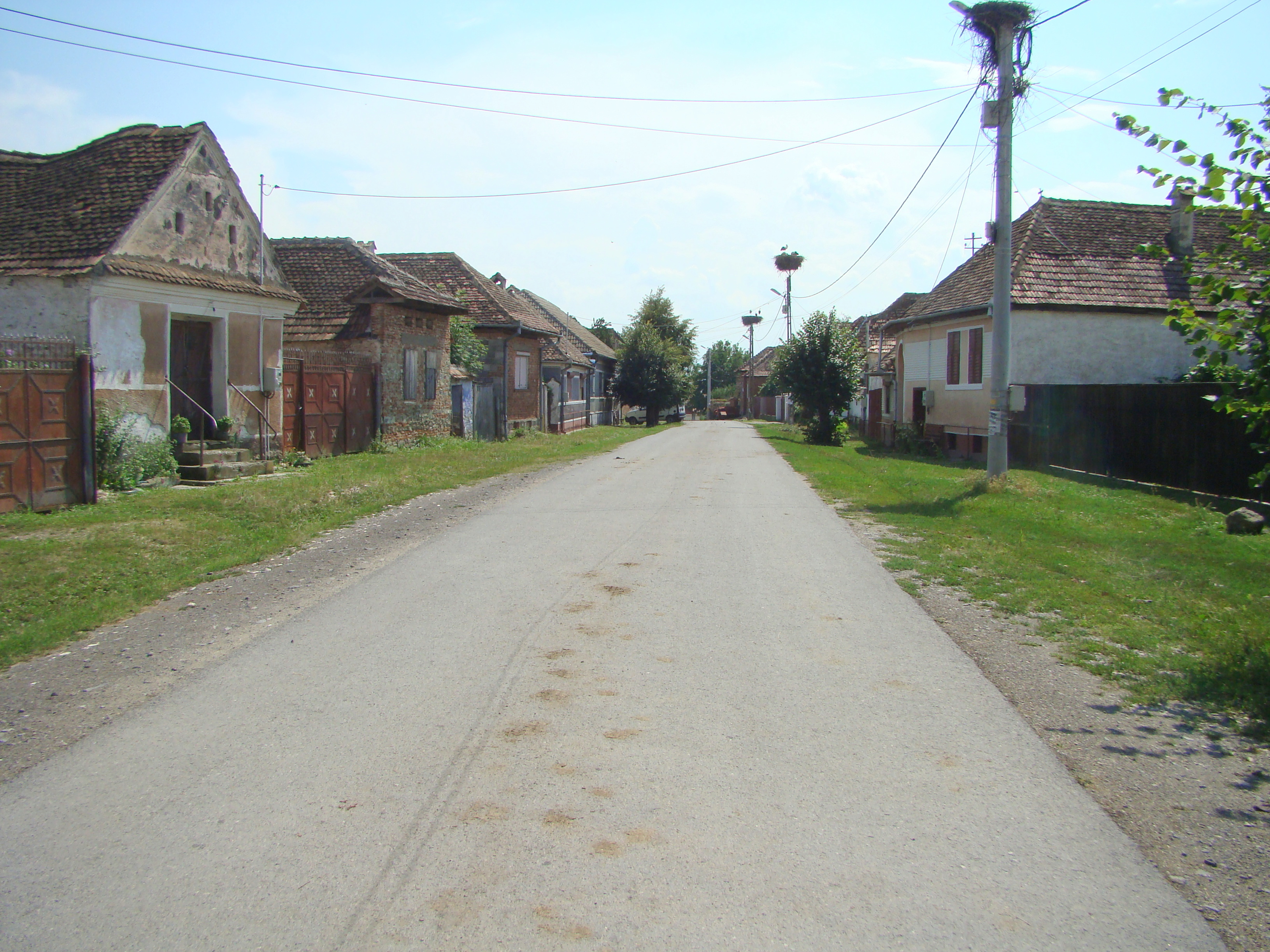
Veneția de Jos
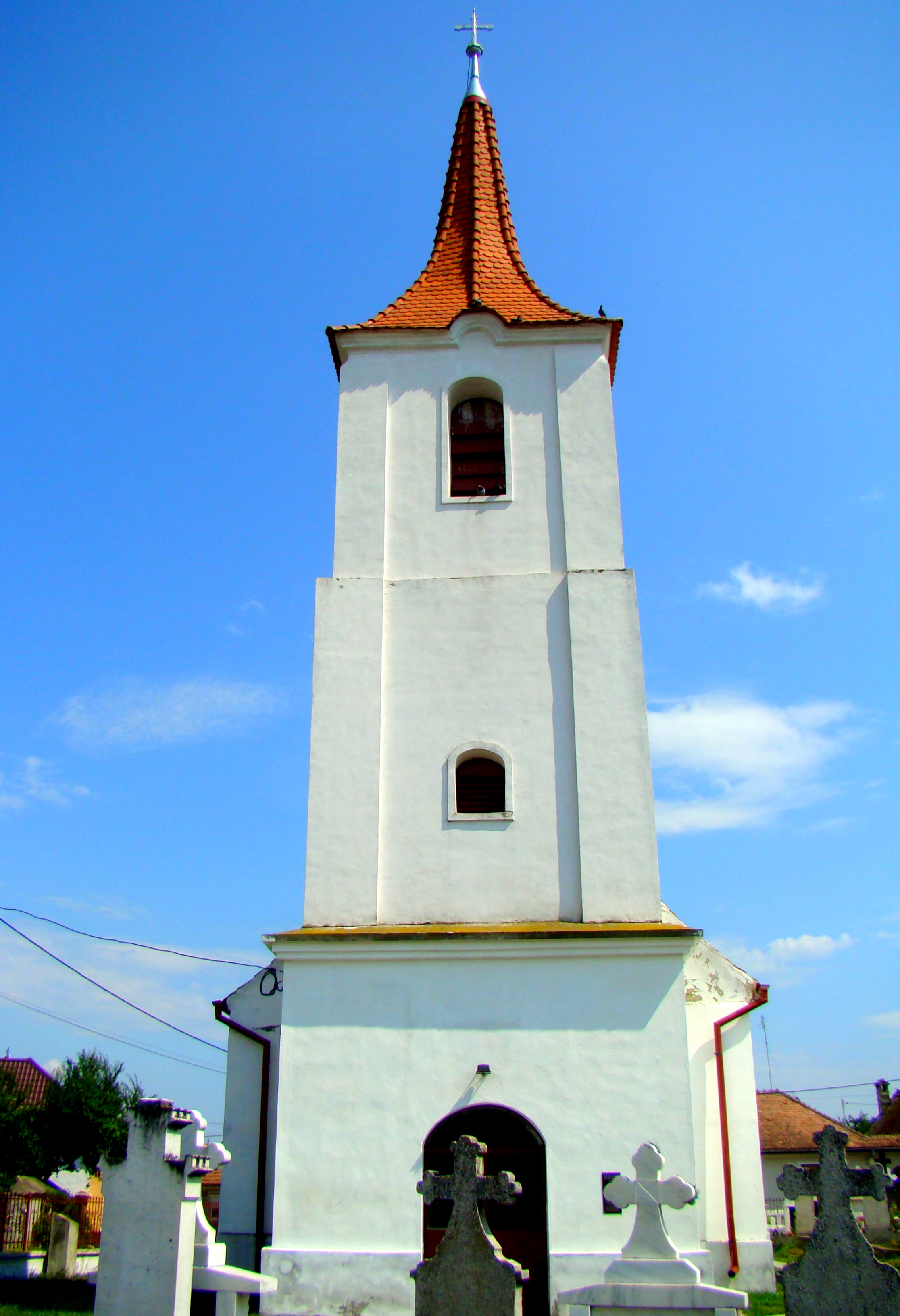
Biserica „Adormirea Maicii Domnului” din Veneția de Jos (monument istoric)
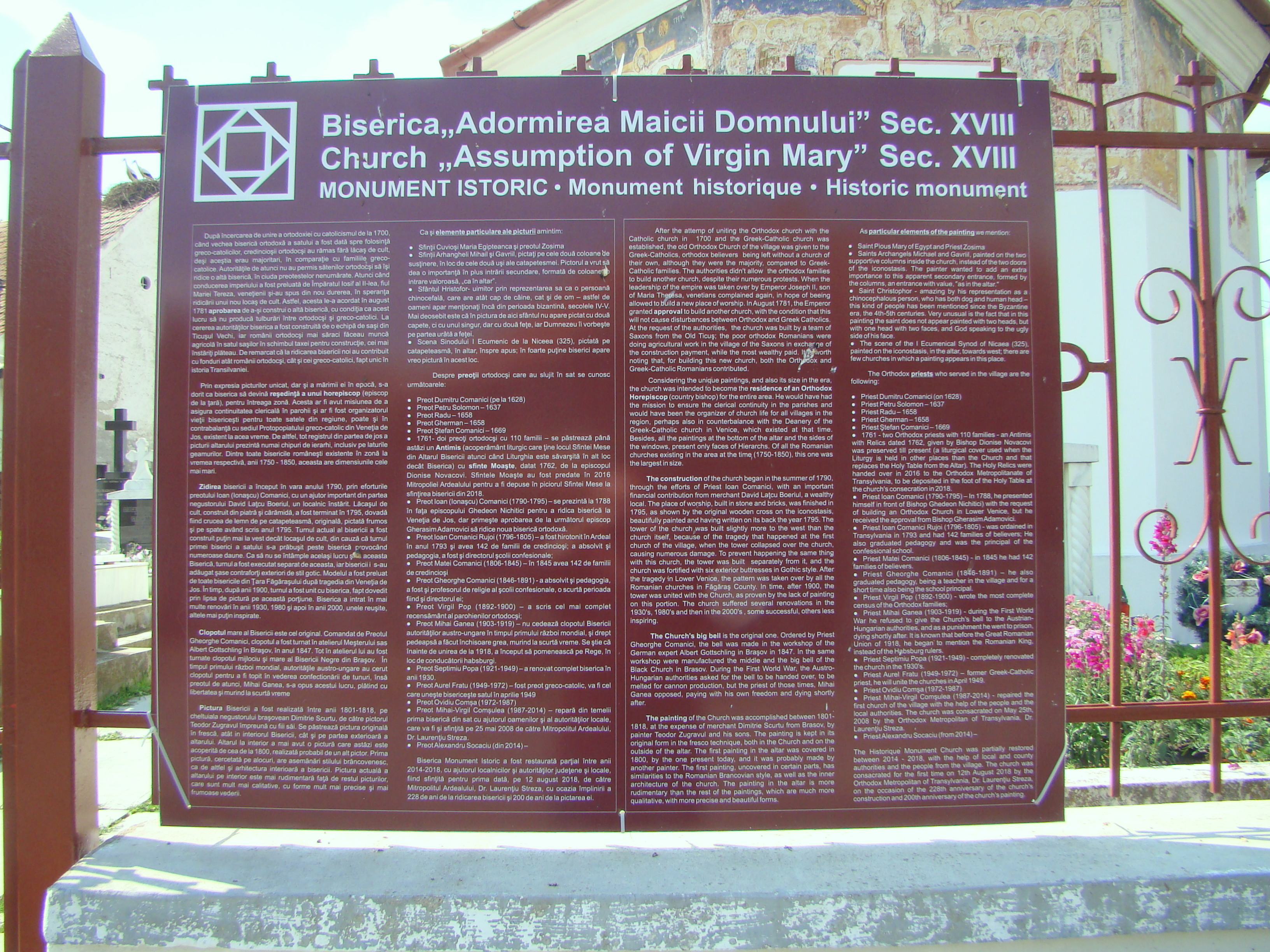
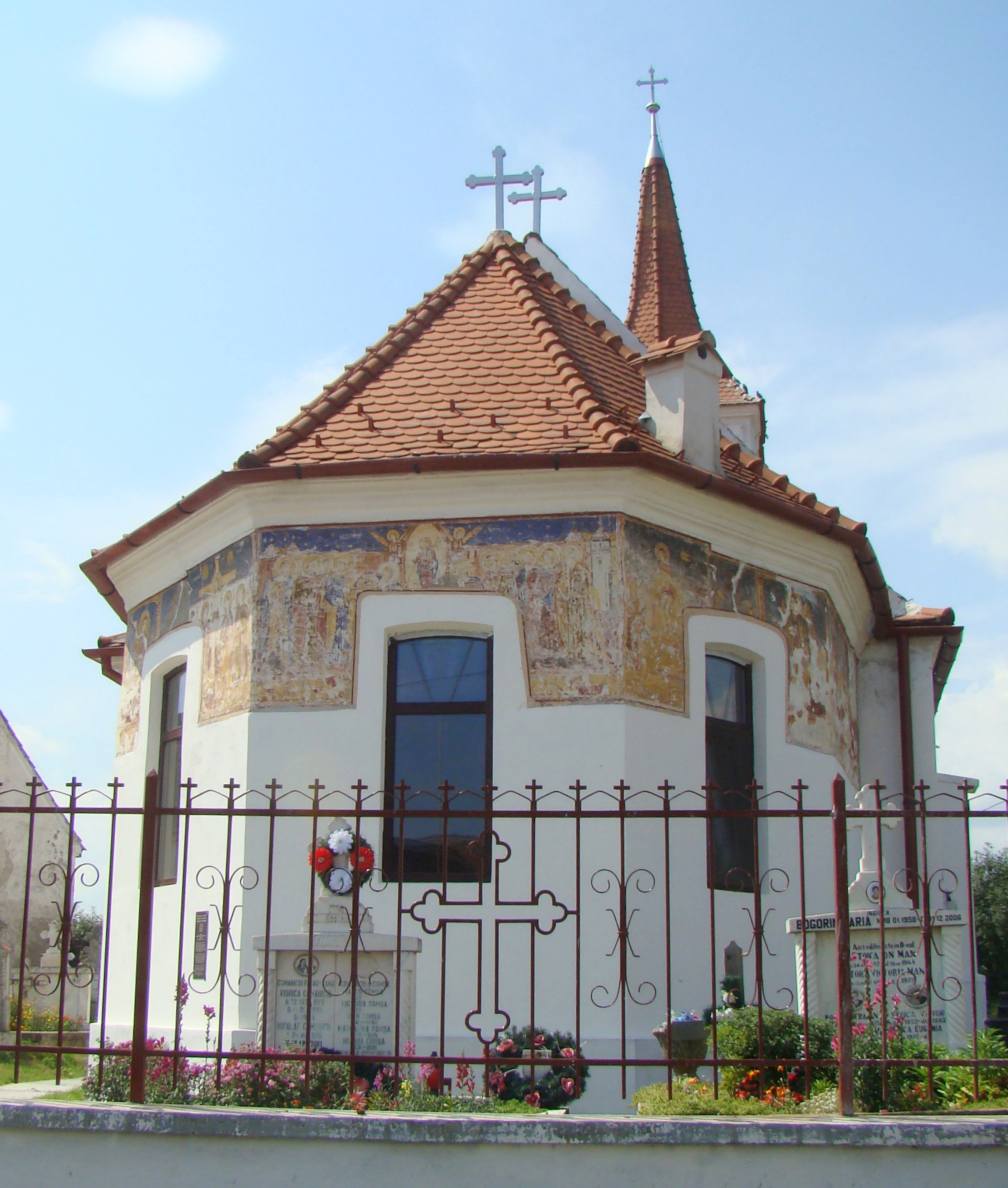
Biserica „Adormirea Maicii Domnului” din Veneția de Jos (monument istoric)
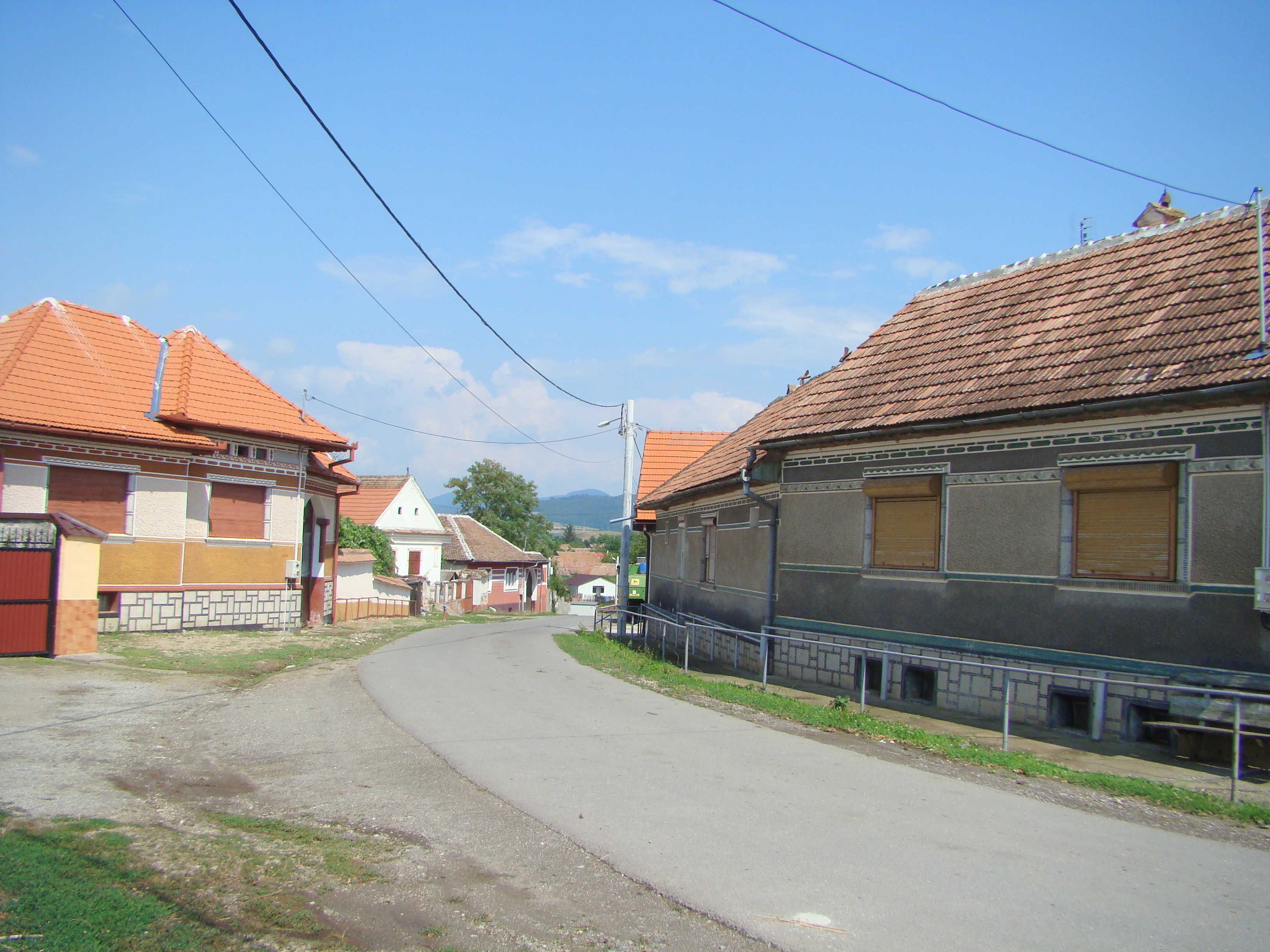
Veneția de Jos
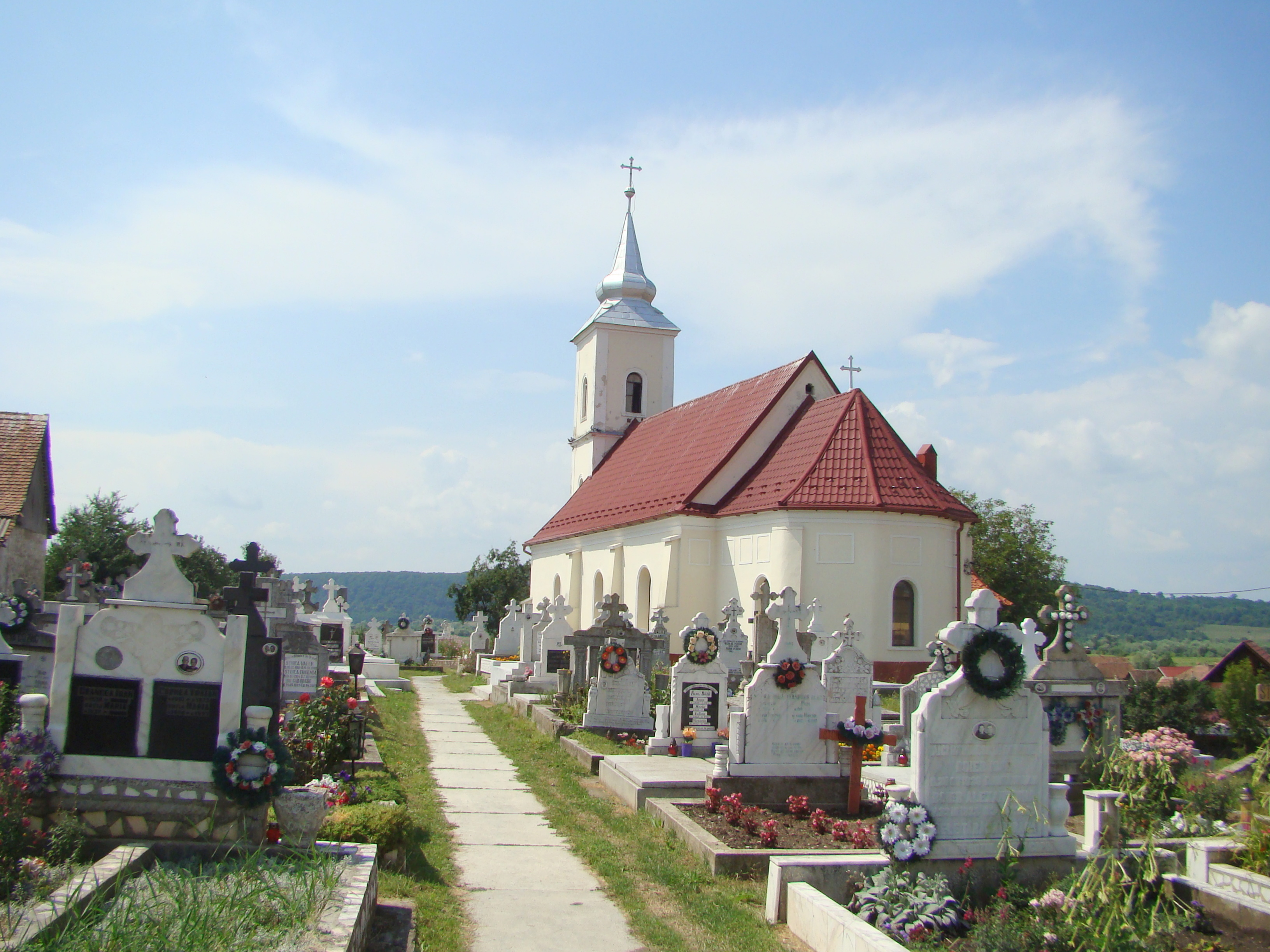
Biserica Cuvioasa Paraschiva din Vene'ia de Jos
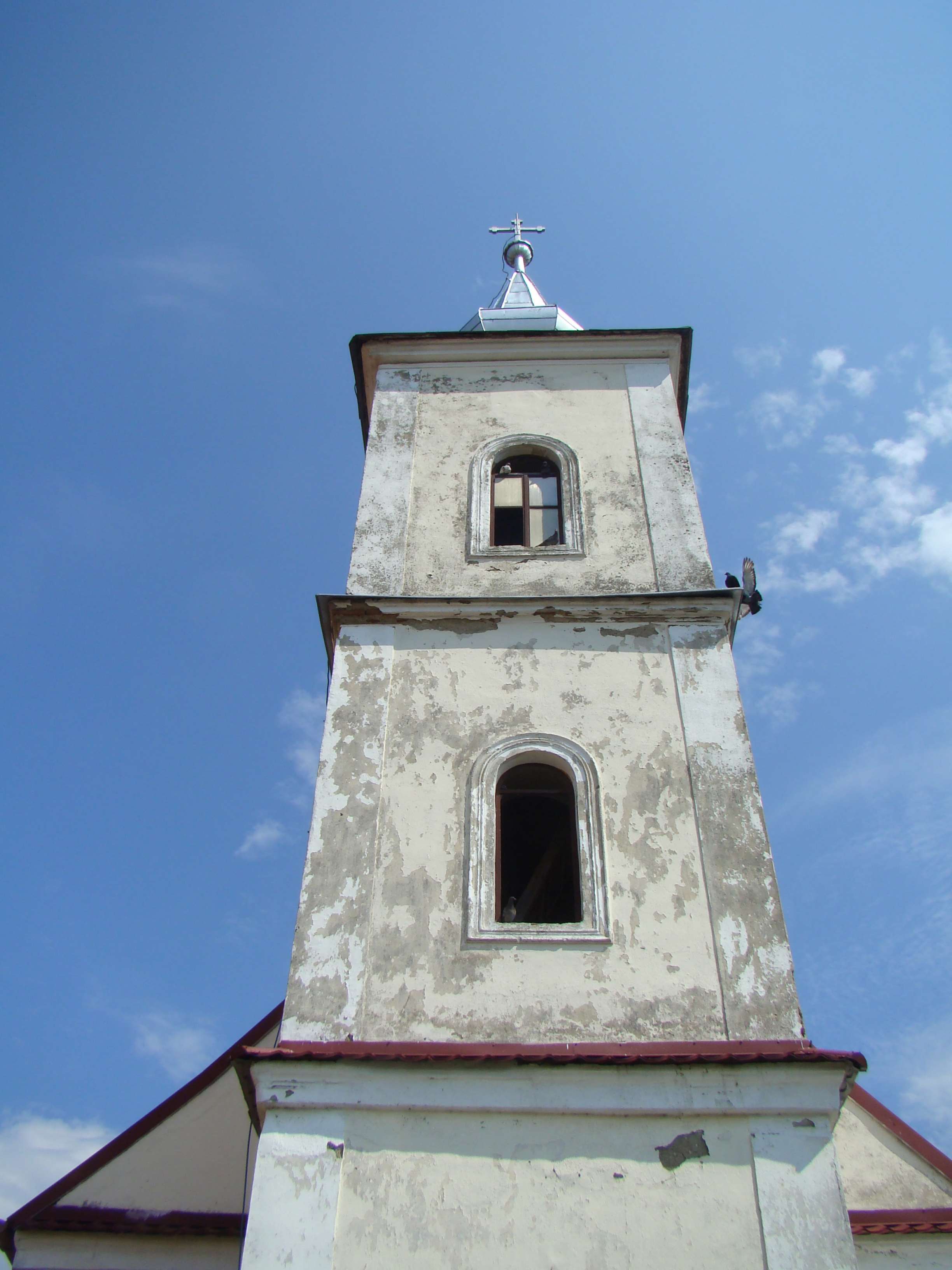
Turnul bisericii
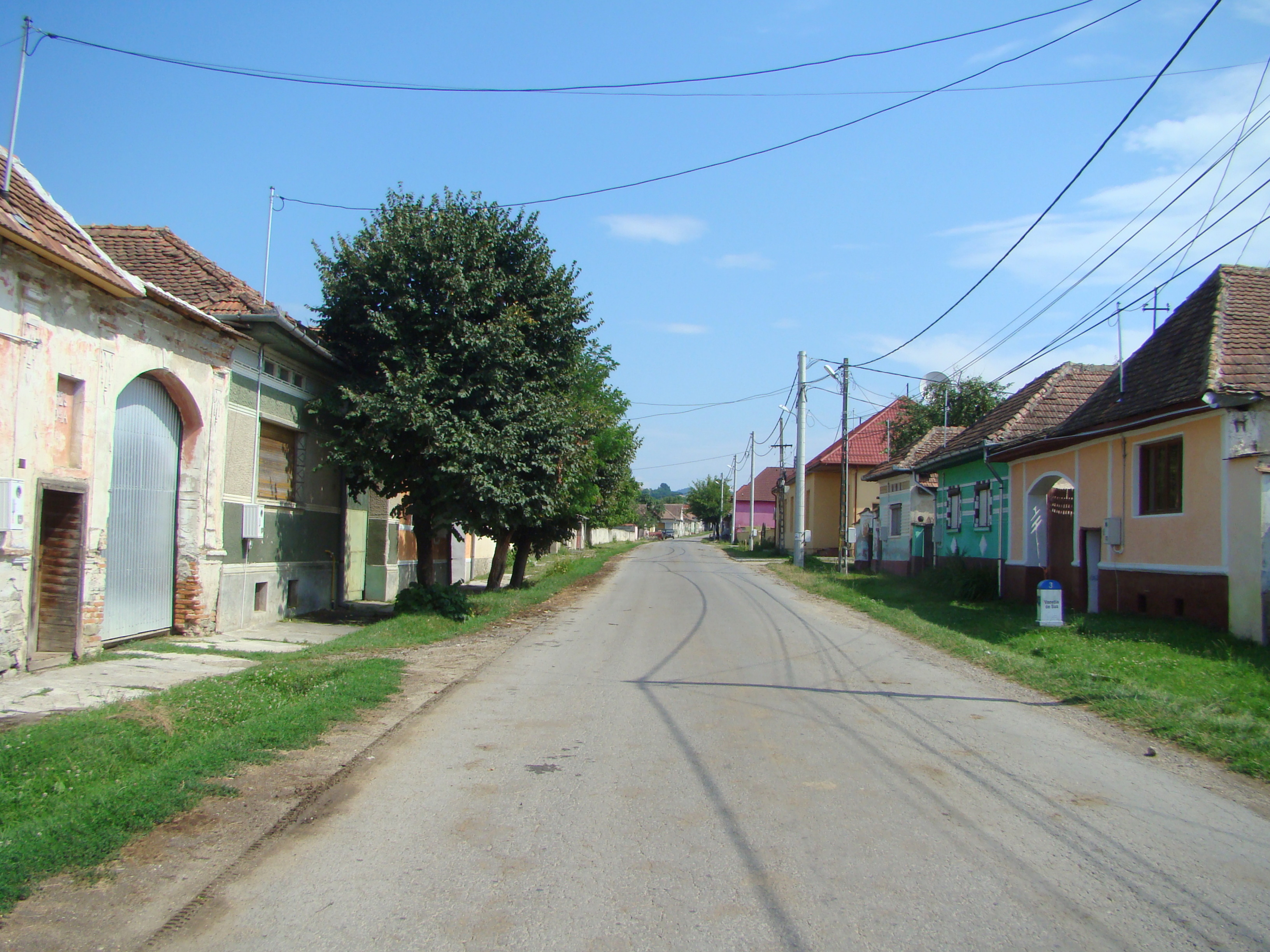
Veneția de Sus
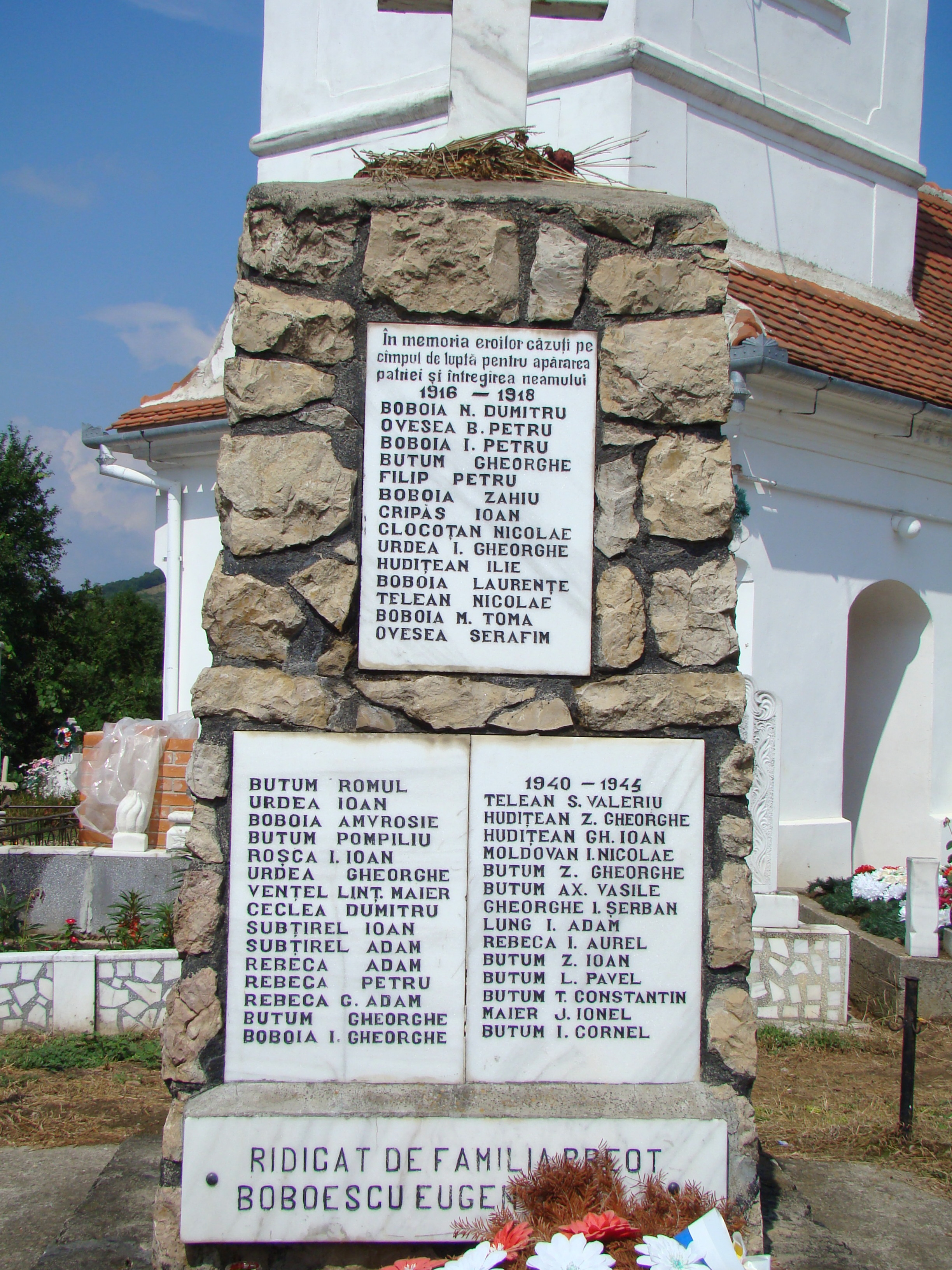
Monumentul eroilor
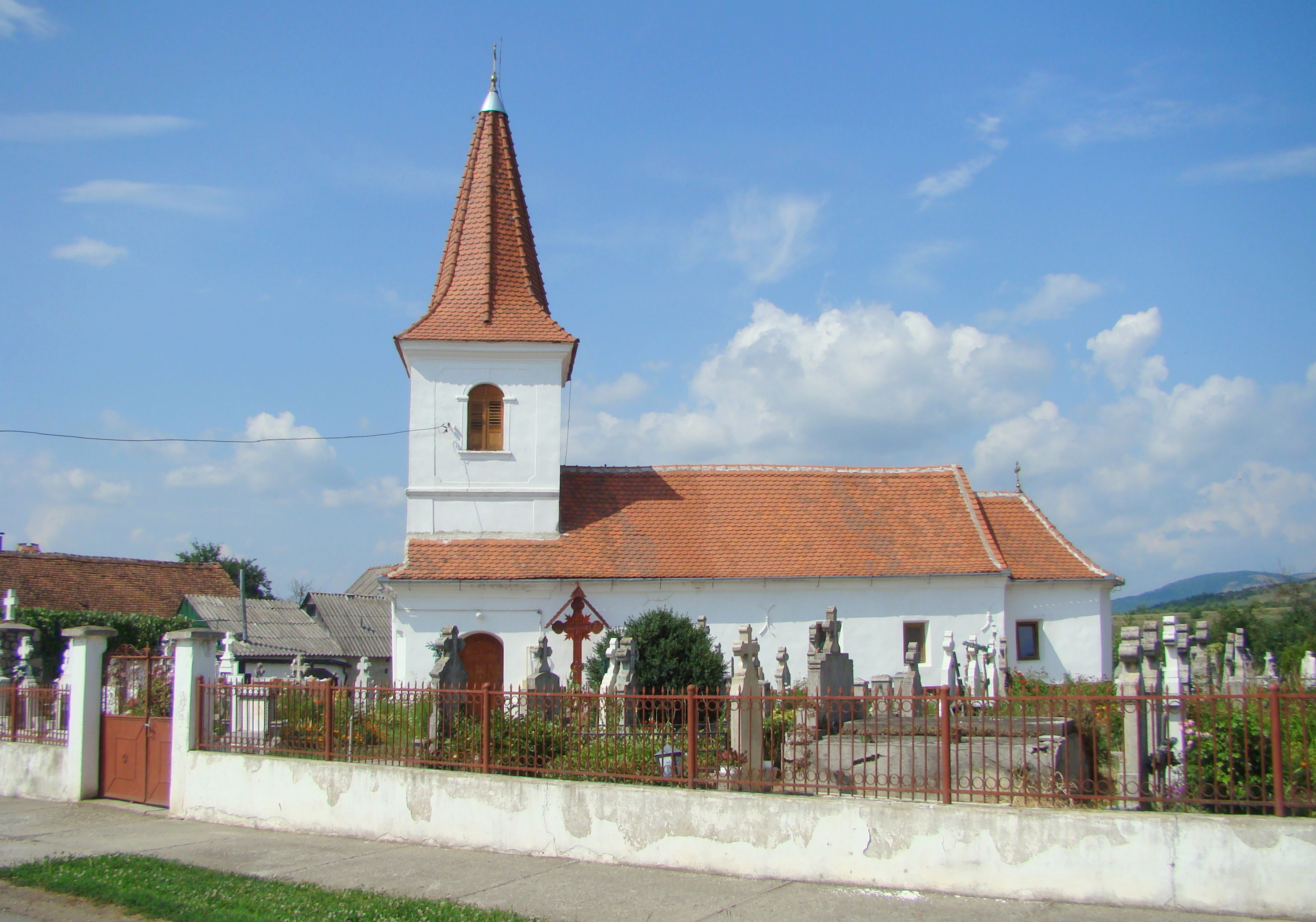
Biserica Cuvioasa Paraschiva din Veneția de Sus (monument istoric)
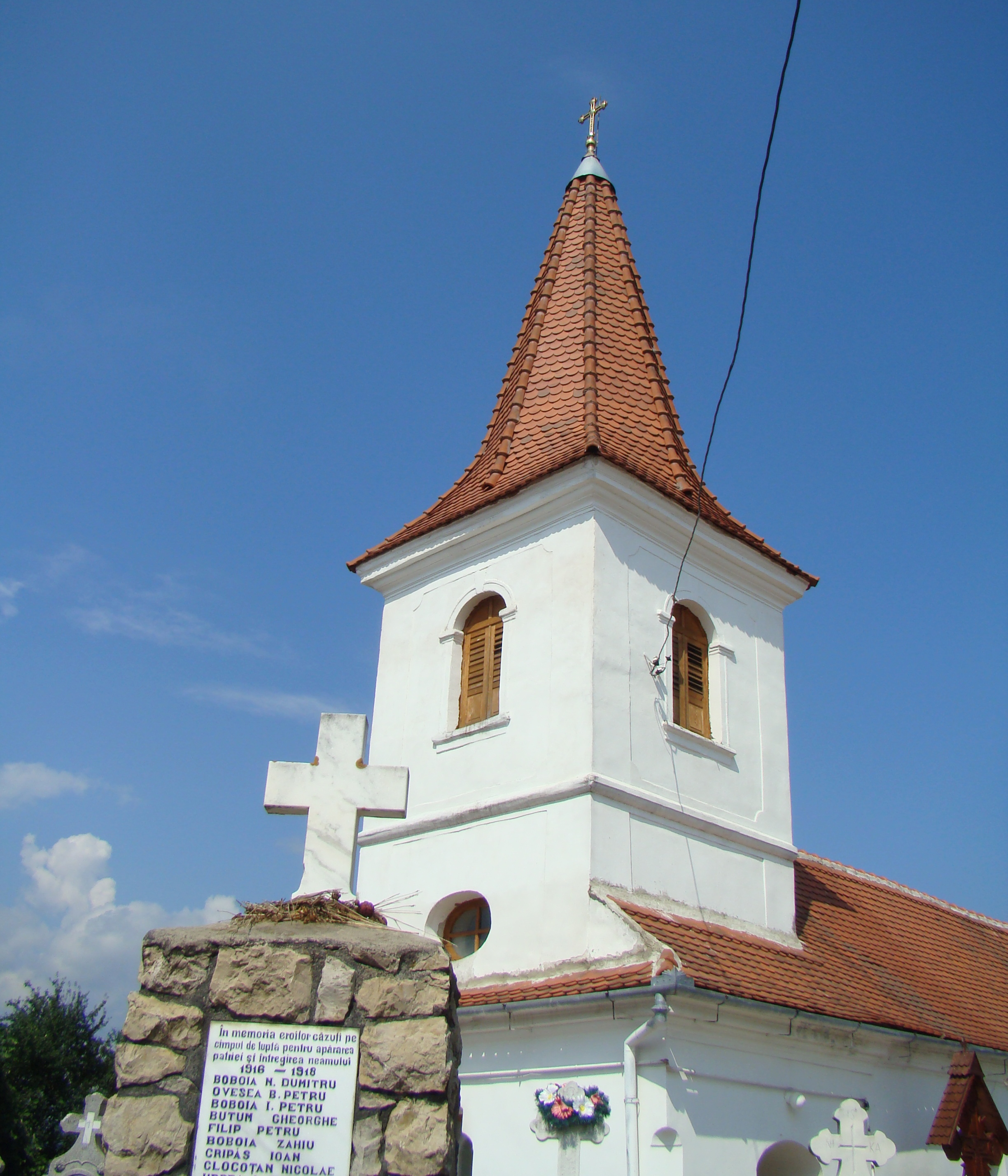
Turnul bisericii
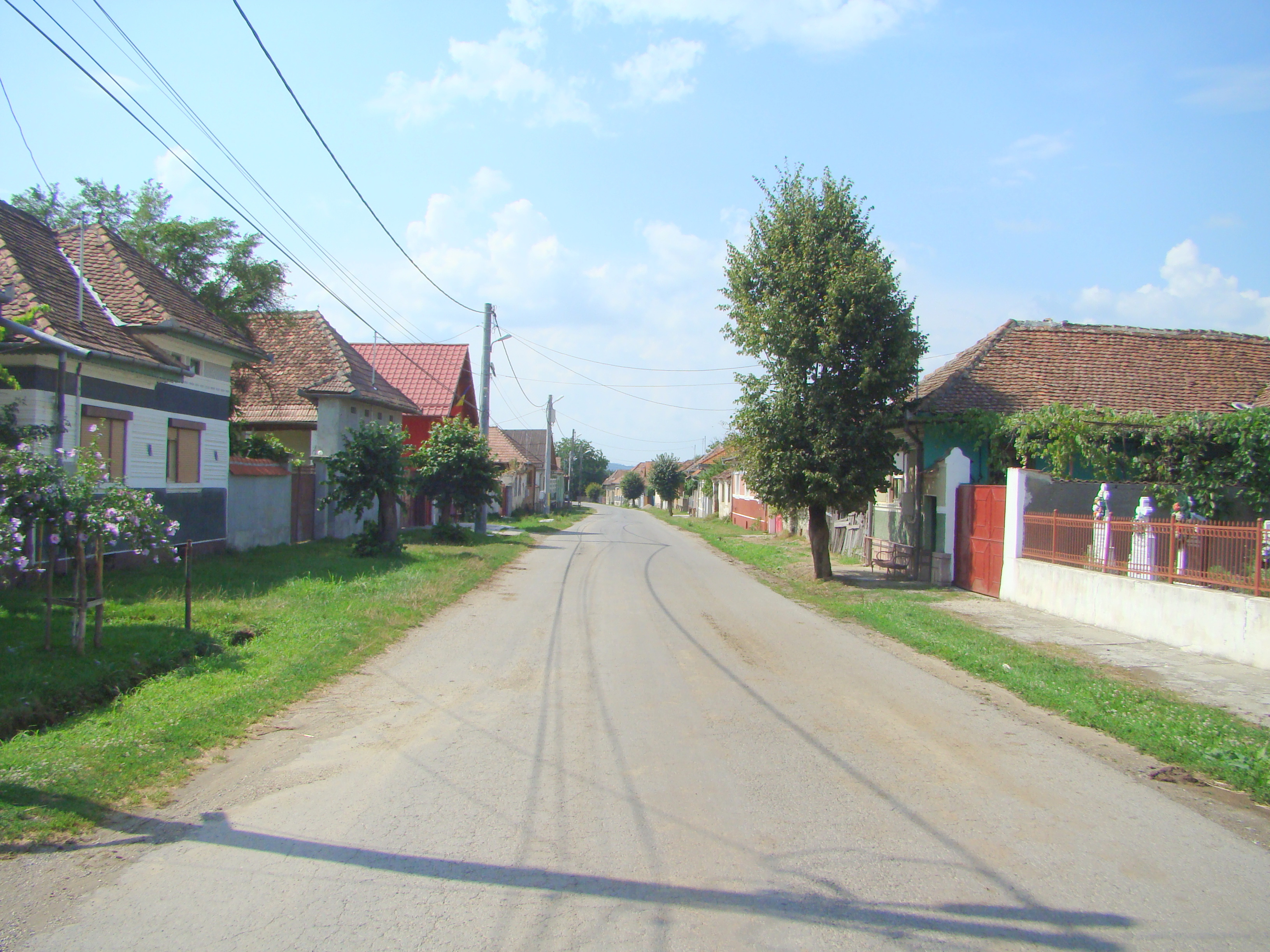
Veneția de Sus